# 1919 en musique
| \| • Retour à la chronologie générale de la musique populaire • \| |
| XXIe siècle • XXe siècle • XIXe siècle • XVIIIe siècle XVIIe siècle • XVIe siècle • XVe siècle • XIVe siècle XIIIe siècle • XIIe siècle • XIe siècle • Xe siècle IXe siècle • VIIIe siècle • Haut Moyen Âge • Rome • Grèce |
| • Retour à la chronologie générale de la musique populaire • |

| • Retour à la chronologie générale de la musique populaire • |

| Années de la musique populaire : 1916 - 1917 - 1918 - 1919 - 1920 - 1921 - 1922    |
| Décennies de la musique populaire : 1880 - 1890 - 1900 - 1910 - 1920 - 1930 - 1940 |

Cet article présente les faits marquants de l'année 1919 en musique.

## Événements et œuvres
- 30 août : Le Chicago Defender publie un article de W. C. Handy intitulé « Blues »[1].
- Septembre : Art Hickman enregistre 22 titres en 9 jours pour Columbia à New York, dont  Rose Room[2] et The Hesitating Blues[3].
- George Gershwin compose sa première chanson à succès, Swanee, avec des paroles d'Irving Caesar.
- Maurice Chevalier enregistre sa première chanson On the Level You're a Little Devil (But I'll Soon Make an Angel of You) à Hayes en Angleterre.
- Lev Sergueïevitch Termen, dit Léon Theremin, invente le thérémine.
- Jean Rodor et Vincent Scotto écrivent La Vipère du trottoir.
- Felix Bernard, Johnny S. Black et Fred Fisher écrivent Dardanella.
- Al Bernard enregistre St. Louis Blues[4].
- Le jeune Louis Armstrong remplace King Oliver au sein du Kid Ory's band[5].

## Naissances
- 20 janvier : Lucille Dumont, chanteuse et animatrice québécoise († 29 juillet 2016).
- 17 mars : Nat King Cole, crooner américain († 15 février 1965).
- 13 avril : Howard Keel, acteur et chanteur américain († 7 novembre 2004).
- 3 mai : Pete Seeger, musicien et chanteur de musique folk américain († 27 janvier 2014).
- 13 août : George Shearing, pianiste, accordéoniste, compositeur et chef d'orchestre de jazz britannique († 14 février 2011).
- 21 septembre : Teresa Rebull, chanteuse, peintre et militante catalane de nationalité espagnole († 15 avril 2015).
- 11 octobre : Art Blakey, batteur de jazz américain († 16 octobre 1990).
- 17 novembre : Mahboub Bati, musicien chaâbi algérien († 21 février 2000).
- 8 octobre : Hal Singer, saxophoniste ténor et chef d’orchestre de jazz américain (99 ans).
- 21 octobre : Crown Prince Waterford, chanteur de rhythm and blues américain († 1er février 2007).
- 26 novembre : Tom Archia, saxophoniste de rhythm and blues américain († 16 janvier 1977).
- datte inconnue : Mohamed el Kamel, chansonnier, comédien et auteur-compositeur-interprète algérien († 9 janvier 1956).
- 22 décembre : Lil Green, chanteuse de blues américaine († 14 avril 1954).
- 23 décembre : Joe Lutcher, saxophoniste et chanteur de rhythm and blues américain († 29 octobre 2006).

## Principaux décès
- 18 février : Henry Bogas, compositeur, à New York.
- 9 mai : James Reese Europe, musicien, arrangeur, compositeur et chef d'orchestre de jazz américain, assassiné à Boston.